# Ke'erguti Xiang
Ke'erguti Xiang (kinesiska: 克尔古提乡, 克尔古提) är en socken i Kina. Den ligger i den autonoma regionen Xinjiang, i den nordvästra delen av landet, omkring 160 kilometer söder om regionhuvudstaden Ürümqi. Antalet invånare är 738. Befolkningen består av 327 kvinnor och 411 män. Barn under 15 år utgör 22,0 %, vuxna 15-64 år 74 %, och äldre över 65 år 2,0 %.
Genomsnittlig årsnederbörd är 399 millimeter. Den regnigaste månaden är juni, med i genomsnitt 119 mm nederbörd, och den torraste är januari, med 1 mm nederbörd.